# Carleton (Nuevo Brunswick)
Carleton es una parroquia canadiense situada en la provincia de Nuevo Brunswick.

## Superficie
Carleton tiene una superficie de 435,23 km².

## Demografía
En 2021, tenía 764 habitantes, una densidad poblacional de 1,8 hab./km², y 413 viviendas.